# Arturo Gaya Iglesias
Arturo Gaya Iglesias (Tortosa, 3 de setembre de 1956) és un músic, cantautor, periodista, mestre de cant popular i activista cultural. És fundador del grup Quico el Célio, el Noi i el Mut de Ferreries.

## Biografia
Inicia la seva trajectòria musical al 1977 amb La Cucafera, en la darrera època històrica del moviment de la Nova Cançó Catalana. En els anys següents se succeeixen Vapor Anita, La Baldufeta, Lontainers i Delirios. El 1992 funda el grup Quico el Célio, el Noi i el Mut de Ferreries amb els quals dona a conèixer la catalanitat de la jota, obtenint el Premi Nacional de Cultura 2015 i el Premi Joan Amades 2013 de Cultura Popular.
Des del 2011, com a cantautor, ha posat música a poetes com Salvador Espriu., Enric Casasses, Gerard Vergés o Abu-Bakr at-Turtuixí, i és divulgador de les obres d'autors com Ovidi Montllor, i Pete Seeger impulsant el centenari d'aquest a Catalunya.
En l'àmbit docent, és el creador de l'assignatura de Cant Popular a Catalunya i mestre de Folklore per l'AMTP. L'any 2006 va pronunciar la lliçó inaugural a la Universitat Rovira i Virgili on també ha participat en activitats formatives de postgrau, impulsant el 2012 la creació de l'Aula de Músiques de la Terra (Centre d'Interpretació de la Jota a les Terres de l'Ebre).
Entre la seva obra escrita, hi ha els llibres L'Ebre. 50 raons per estimar-lo, L'Ebre, un riu que fa pujada, Lo Carrilet de la Cava i les cançons de Josep Bo, la narració curta Lo bou de l'illa i el retorn a Creta, i cinc llibres de Quico el Célio, el Noi i el Mut de Ferreries. Les Trobades de les Egipcíaques van publicar el 2013 la seua comunicació «La influència de la cultura àrab en la música tradicional catalana» pronunciada al CSIC de Barcelona.

## Discografia
Amb Josep Pipo Iglesias.
- La Cucafera. Belter. Barcelona 1983[24]

Amb Jordi Fusté i Glòria Sabaté.
- No sé si vull ser gran. Discmedi. Barcelona 1986.[25]
- 2000 i espera't. Discmedi. Barcelona 1987.[26]
- Un cierto desencanto entusiasmado. Delirios. Justine records. Barcelona 1989.[27]

Amb Kike Pellicer i Paco Prieto.
- Gràcies, Ovidi. Discmedi. Barcelona 2011.[28]
- Sense pistola. Discmedi. Barcelona 2015.[29]

Amb Sergi Trenzano, Kike Pellicer i Cati Plana.
- Tren Seeger. El poder de la cançó. Discmedi. Barcelona 2011.[30]

En solitari.
- Bonaire 12. Discmedi. Barcelona 2021.[31]
- Ets tan pobre que només tens diners. Discmedi. Barcelona 2024.[32]

## Obra escrita
- L'Ebre, un riu que fa pujada. (Arturo Gaya) Barcelona. Angle editorial. 2015.[33]
- L'Ebre. 50 raons per estimar-lo. (Arturo Gaya amb fotografies de Maria elena Maureso). Cossetània Edicions[34]